# Hen Yanni
Hen Yanni, née le 20 janvier 1983 d'un mère marocaine et d'un père turque, est une musicienne, DJ, actrice et mannequin israélienne. Au début des années 2010, elle tourne dans des longs métrages, dont Melting Away. Elle sort son premier EP "Where do we go?"  en juin 2023.

## Carrière
À l'âge de 21 ans, elle commence sa carrière d'actrice. En 2008, Hen Yanni tient le rôle principal dans le long métrage The Other War, réalisé par Tamar Glazerman. En 2010, elle joue un second rôle dans le long métrage Melach Yam, réalisé par Itay Lev , dans lequel elle réalise une reprise de la chanson de Shlomo Artzi You will Never know.
En 2011, elle tourne dans le film Melting Away de Doron Eran , dans lequel elle joue le rôle principal d'une personne transgenre. Dans Melting Away, elle chante deux chansons dont l'une est « Danny Boy ». Han Yanni est primée au Festival international du film LGBT de Tel Aviv, et nommée aux Academy Awards israéliens, dans la catégorie meilleure actrice[source secondaire souhaitée].
En 2012, elle joue un second rôle dans le long métrage Blank Blank de Haim Buzaglo.
Son premier single Where Do We Go sort le 20 janvier 2023. La vidéo de Where Do We Go est une collaboration avec le réalisateur et photographe Aleph Molinari, la chorégraphe Sharon Eyal et la styliste Camille Bidault-Waddington. Son premier EP éponyme, sorti en juin 2023, est un journal musical - une collection de souvenirs profondément personnels - qui cherche à établir un dialogue avec le passé tout en s'adressant à son futur. L'EP est une expérience enchanteresse pleine d'émotions brutes et de portraits poétiques. Le projet est publié sur le label Animal63, anticipant un premier album "Version of You" à venir en septembre 2024.